# Institut universitaire de technologie de Saint-Dié-des-Vosges
Créé en 1993, l’Institut universitaire de technologie de Saint-Dié est un établissement rattaché à l'Université de Lorraine depuis le 1er janvier 2012. Il accueille aujourd'hui près de quatre cents étudiants.

## Localisation
Sous-préfecture du département des Vosges, Saint-Dié-des-Vosges est située à moins de trois heures de Paris en TGV. La ville se trouve à mi-chemin de Nancy et Strasbourg. Elle est proche du Luxembourg, de l’Allemagne, de la Belgique, de la Suisse.

## Histoire

### Inauguration du studio Alice Guy
À la rentrée 2010, l'IUT inaugure un bâtiment annexe d'une surface de 620 m2 dédié à l'audiovisuel. En mars 2018, le bâtiment est nommé « Studio Alice Guy », en hommage à la réalisatrice éponyme.
Le studio est également mis à disposition pour le tournage de séries.

### Rénovations de l’amphithéâtre

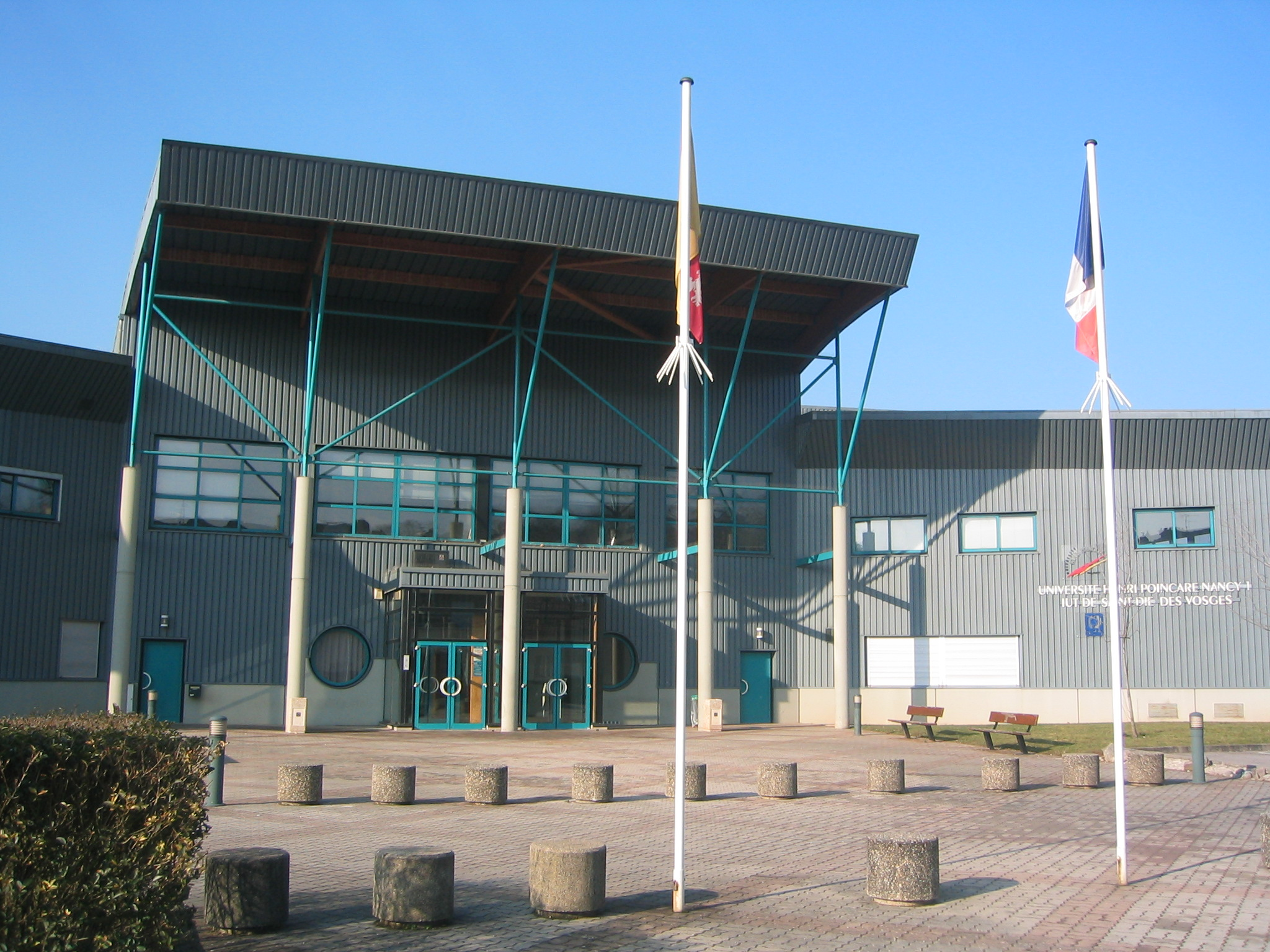
L’IUT de Saint-Dié en 2005.

Construit en 1993, l’amphithéâtre subit en 2020 des travaux de rénovation à hauteur de 190 000 €, pour la réfection de l’isolation thermique et phonique et de l’éclairage. La pandémie de Covid-19 en France a affecté le déroulement des travaux, mais l’amphithéâtre a rouvert ses portes début octobre.

## Formations dispensées
L'IUT forme les étudiants aux Services et Technologies de l'Information et de la Communication sous leurs multiples aspects (pôle STIC). Trois diplômes universitaires de technologie sont proposés ainsi que quatre licences professionnelles.
L'IUT comprend trois départements d'enseignement :
- Génie électrique et informatique industrielle (GEII)
- Informatique (INFO)
- Métiers du Multimédia et de l'Internet (MMI)

## Départements d'enseignement

### Département Génie Électrique et Informatique Industrielle
Implanté au sein d'un bassin industriel en pleine mutation, le Département « Génie Électrique et Informatique Industrielle » de l'IUT de Saint-Dié des Vosges répond aux besoins des industries en matière d'automatisation et de commandes de procédés : mesures, contrôle, régulation, automatisation et ingénierie informatique, informatique, micro-informatique, gestion et conversion d'énergie électrique. Le département prépare aux deux diplômes universitaires suivants :
- Diplôme universitaire de technologie - Génie électrique et informatique industrielle (GEII)
- Licence professionnelle SARII - SYSTÈMES AUTOMATISÉS, RÉSEAUX ET INFORMATIQUE INDUSTRIELLE - Automatisme Robotique Visionique (alternance possible en contrat professionnel et apprentissage)

Il offre une orientation originale dans le domaine des architectures de processeurs spécialisés dans le traitement numérique du signal et de l'image pour des emplois liés aux nouvelles technologies utilisées en : aéronautique et dans le secteur automobile, télécommunications et systèmes électroniques, vision par ordinateur, traitement de l'image, informatique.
Le département GEII assure la formation de techniciens supérieurs aptes à occuper un poste dans la plupart des secteurs d'activités : adjoints d'ingénieurs, de recherche et de développement, responsables d'équipes, agents de maîtrise, de méthode et de maintenance, technico-commerciaux.

### Département Informatique
Créé en 1994, le département « Informatique » prépare aux 2 diplômes universitaires suivants :
- DUT Informatique (INFO)
- Licence professionnelle AMIO - APPLICATIONS WEB - Applications Mobiles et Internet des Objets (alternance possible en contrat professionnel)

Les deux cursus peuvent être envisagés dans le cadre de la formation initiale ou continue. Une formation qualifiante « Administration, systèmes et réseaux » est également offerte. Elle comprend 8 semaines de cours à l'IUT, suivis de 13 semaines de stage en entreprise. Enfin, dans le cadre du droit individuel à la formation (DIF), des modules spécifiques sont proposés.

### Département MMI
Le département « Métiers du Multimédia et de l’Internet » (appelé auparavant « Services et Réseaux de Communication ») a été fondé en 1994. Il permet aux étudiants d'obtenir les diplômes universitaires suivants :
- DUT Métiers du Multimédia et de l'Internet (MMI)
- Licence professionnelle MN - MÉTIERS DU NUMÉRIQUE 
  - parcours Cross Media (Communication & design graphique)
  - parcours TeCAM (Techniques de Création Audiovisuelle et Multimédia)

Ce DUT est principalement axé sur la création et l'exploitation d'outils de communication tel qu'Internet (réseaux informatiques, HTML, PHP, Flash, etc.). Les étudiants sont amenés lors d'un projet tutoré (organisation de représentations théâtrales, de concerts, de divers concours…) à rechercher des sponsors et les financements nécessaires au bon fonctionnement de leur projet

### Licence Tourisme de Montagne
- Licence professionnelle TM - TOURISME - MÉTIERS DU TOURISME ET DES LOISIRS : Management d’Unité Touristique - Tourisme de Montagne

## Recherche
Des enseignants à l'IUT de Saint-Dié-des-Vosges sont également chercheurs à Nancy. Ils travaillent au Centre de recherche en automatique de Nancy (CRAN), à l'Institut Jean Lamour et au Laboratoire lorrain de recherche en informatique et ses applications (LORIA).

## Relations internationales
Implanté dans la « capitale mondiale de la géographie », l'IUT de Saint-Dié a une vocation internationale. Riche de ses accords et partenariats signés avec des pays du monde en entier l'établissement permet  à ses étudiants d'étudier un semestre et de réaliser un stage dans différents pays du monde. Les étudiants français également partent à l'étranger. Plusieurs destinations leur sont proposées : l'Allemagne, l'Australie, la Belgique, le Canada, le Chili, la Chine, les États-Unis, l'Italie, le Luxembourg, le Maroc, la Nouvelle-Zélande, le Royaume-Uni, la Suisse... Dans le cas du Québec, les accords privilégiés donnent la possibilité aux étudiants d'effectuer un semestre entier, un stage à l’École de technologie supérieure (ETS), Université du Québec, ou au Cégep de Matane. L'établissement compte également des partenariats avec l'Université de Grenade (Espagne), l'Université de Wrexham Glyndŵr (en) (Pays de Galles).
Encadrés par leurs professeurs de langues, les étudiants sont nombreux à se présenter au test TOEIC, organisé chaque année au sein de l'IUT.
L'IUT accueille chaque année des étudiants étrangers dans son établissement. Durant l'année 2012-2013, trente-huit étudiants étrangers ont bénéficié des accords signés entre l'IUT et leur établissement d'origine.
Le 28 février 2013, le consul général de la république populaire de Chine Guobin Zhang a été reçu à Saint-Dié-des-Vosges. Le partenariat avec la Chine est prolifique. Une dizaine d'étudiants chinois étudie dans l'IUT déodatien. Pays invité lors du Festival International de Géographie, la Turquie a signé en 2013 un accord avec l'Université de Lorraine. La délégation turque de l'Université Yüzüncü Yıl s'est rendue à l'IUT en avril 2013.

## Association étudiante
L’Association des Étudiants du Pôle Universitaire Déodatien (AEPUD) organise la vie associative au sein de l’IUT. Elle est laïque et apolitique. Dirigée par un bureau de 8 membres qui représentent équitablement les départements et les promotions d’études, l’association gère de façon autonome un local dont les limites sont imposées par une convention signée entre l’IUT et l’association. Elle dispose d’une photocopieuse et d’une relieuse. L’association organise les journées d'intégration,, des rencontres sportives et des soirées.